# 마르코스 아쿠냐
마르코스 하비에르 아쿠냐 델 프라도(스페인어: Marcos Javier Acuña del Prado, 1991년 10월 28일~)는 아르헨티나의 축구 선수로, 현재 아르헨티나 프리메라 디비시온의 CA 리버 플레이트에서 활동하고 있다. 포지션은 윙어이며, 레프트백으로도 뛰고 있다.

## 클럽 경력
2010년에 페로 카릴 오에스테에 입단하면서 프리메라 B 나시오날 무대에 데뷔했다. 2013-14 프리메라 B 나시오날 시즌에서는 도움 12개를 기록하면서 주요 클럽들의 이적 대상으로 거론되었다. 페로 카릴 오에스테 소속으로 활동하던 동안에는 리그 117경기에 출전하여 5골, 도움 23개를 기록했다.
2014년 7월 18일에는 490만 아르헨티나 페소에 달하는 이적료와 함께 라싱 클루브로 이적했다. 2014 아르헨티나 프리메라 디비시온 시즌에서 라싱 클루브의 리그 우승을 견인했다. 2017년 6월 12일에는 포르투갈 프리메이라리가의 스포르팅 CP로 이적했다.

## 국가대표 경력
2016년 11월 15일에 열린 콜롬비아와의 2018년 FIFA 월드컵 남미 지역 예선 경기에 처음 출전하면서 아르헨티나 축구 국가대표팀 선수로 데뷔했다. 2018년 FIFA 월드컵, 2019년 코파 아메리카에 참가한 아르헨티나 축구 국가대표팀 명단에 이름을 올렸다.

## 플레이 스타일
윙어도 되고 풀백도 되는, 상당히 신기한 선수이다. 따라서 사용 폭이 넓으며 공수전환 능력도 매우 탁월하다.

## 수상
라싱 클루브
- 아르헨티나 프리메라 디비시온 1회 우승 (2014)

스포르팅 CP
- 타사 다 리가 2회 우승 (2017-18, 2018-19)
- 타사 드 포르투갈 1회 우승 (2018-19)